# باول هيو إيميت
باول هيو إيميت (بالإنجليزية: Paul Hugh Emmett)‏ هو مهندس وكيميائي وفيزيائي أمريكي، ولد في 22 سبتمبر 1900 في بورتلاند في الولايات المتحدة، وتوفي في 22 أبريل 1985.